# 日本共产党中央委员会议长
日本共产党中央委员会议长（日语：／ Nihon Kyōsantō chūō iin-kan gichō）是由日本共产党的中央委员会总会选出的议长。
日本共产党的规章中并没有设立党首的职务，以中央委员会议长、干部会委员长和书记局长为“党三役”，行使党首职能。议长是形式上的党内最高职位。第一任议长是野坂参三，在他辞去日本共产党第一书记之后，当选日共中央委员会议长的职务。该职务当时带有荣誉性质。但在1997年第21回党大会上更正了党规，成为非常设的职务。
在党内的领导力和魅力，以及与干部会委员长之间的人际关系，决定了议长的权力和影响力。
从创设职位至今，日本共产党共有四名议长，2006年前分别为野坂参三、宫本显治和不破哲三。2006年不破哲三辞去议长职务后，该职务空缺至2024年由志位和夫繼任。

## 日本共产党议长列表
| 代 | 議長 | 議長     | 任期            |
| -- | ---- | -------- | --------------- |
| 1  |      | 野坂参三 | 1958年 - 1982年 |
| 2  |      | 宮本显治 | 1982年 - 1997年 |
| 3  |      | 不破哲三 | 2000年 - 2006年 |
| 4  |      | 志位和夫 | 2024年 -        |